# Juan Bautista Gavilán Velásquez
Juan Bautista Gavilán Velásquez (* 24. Juni 1951 in Eusebio Ayala) ist ein paraguayischer Geistlicher und römisch-katholischer Bischof von Coronel Oviedo.

## Leben
Juan Bautista Gavilán Velásquez empfing am 18. Dezember 1977 das Sakrament der Priesterweihe für das Bistum Caacupé.
Am 5. März 1994 ernannte ihn Papst Johannes Paul II. zum Bischof von Concepción. Der Apostolische Nuntius in Paraguay, Erzbischof José Sebastián Laboa Gallego, spendete ihm am 8. Mai desselben Jahres die Bischofsweihe; Mitkonsekratoren waren der emeritierte Bischof von Concepción en Paraguay, Aníbal Maricevich Fleitas, und der Bischof von Caacupé, Demetrio Ignacio Aquino Aquino. Johannes Paul II. bestellte ihn am 18. Dezember 2001 zum Bischof von Coronel Oviedo.